# فيل نيكول
فيل نيكول (بالإنجليزية: Phil Nicol)‏ هو رسام بريطاني، ولد في 1953.

## وصلات خارجية
- الموقع الرسمي